# Кобалища
Коба̀лища, още Куба̀лища или Кобалица (на гръцки: Κοκκινόγεια, Кокиногия, до 1927 година Κουμπάλιστα, Кубалиста), е село в Гърция, в дем Просечен, област Източна Македония и Тракия.

## География
Селото е разположено в Драмското поле на 23 километра северозападно от Драма. През селото минава суходолицата Сушица (Куручай), която идва откъм Руждене.

## История

### Етимология
Според Йордан Н. Иванов името вероятно е патронимично име от личното име *Кобил, от *ковил, от *копил(е). Но може да се предполага и от кобила (заради облика Кобилица, сравним с местното име Кобилица в Шар) с а вместо и поради кръстосване с гръцкото καβάλλης, работен кон от латинското caballus.

### В Османската империя
В XIX век Кобалища е българско село в Драмска каза на Османската империя. Църквата „Свети Архангели“ в центъра на селото е от първата половина на века.
В 1891 година Георги Стрезов пише за селото:
| „ | Кобалища, на СЗ от Просочен 1 час разстояние. Това село е разположено до реката Панега, един час по-надолу от Елешките дупки. Нивя плодородни, изкарват най-добър тютюн. В църквата четат български. Има училищно здание без учител. 100 къщи български и остатъкът турци. | “ |

В края на XIX век Васил Кънчов пише, че селото има 50 български къщи и 90 турски. Според статистиката на Кънчов („Македония. Етнография и статистика“) към 1900 година Кобалища има 350 жители българи християни, 360 турци и 20 цигани.
След Илинденското въстание в 1904 година почти цялата християнска част на селото минава под върховенството на Българската екзархия.
По данни на секретаря на екзархията Димитър Мишев (La Macédoine et sa Population Chrétienne) в 1905 година християнското население на Кобалища (Kobalichta) се състои от 440 българи екзархисти и в селото действа основно българско училище с един учител и 45 ученици.
През 1910 година по инициатива на драмския мютесариф Тахсин Узер в селото е построена сграда на турско девическо училище, с осем класни стаи и два салона. Разрушена е и старата джамия и е построена нова. През 1912 година въпреки съпротивата на мюсюлманския Селски съвет по образование е разрешено на християнски деца да посещават мюсюлманското училище.
При избухването на Балканската война в 1912 година 7 души от Кобалища са доброволци в Македоно-одринското опълчение.

### В Гърция
В 1913 година след Междусъюзническата война селото остава в Гърция. По време на Първата световна война, от август 1916 до края на септември 1918 г. селото е в границите на военновременна България. В края на 1916 г., българското училище в Кобалища е възстановено.
В 1920 година четирите махали на Кобалища са записани като отделни селища - Дервен (Δερβέν) с 277 жители, турци, Калко (Кали) със 186 жители турци Патилям със 153 жители и Таксиархе с 239 жители, последните две са българските.
Към 1918 година според Йордан Н. Иванов селото има 150 семейства – половината българи, половината турци, но има и две гагаузки семейства, дошли от съседните гагаузки села. Турците са изселени в 20-те години и на тяхно място са настанени гърци бежанци. Към 1928 година Кобалища е смесено местно-бежанско село с 219 семейства и 879 души бежанци. Част от българите напускат след Първата световна война, част – в 1925 година и се настаняват в Неврокопско, Станимака, Пазарджик, а последните семейства – в 1944 година след изтеглянето на българските войски от района. След Втората световна война населението намалява вследствие на изселване към големите градове.
Населението се занимава с отглеждане на тютюн и жито и други земеделски култури, както и със скотовъдство.
| Име           | Име              | Ново име   | Ново име   | Описание                            |
| ------------- | ---------------- | ---------- | ---------- | ----------------------------------- |
| Яс тепе       | Γιὰς Τεπὲν       | Дросерон   | Δροσερόν   | връх в Щудер ЮИ от Калапот          |
| Буджак махала | Μπουτσάκ Μαχαλᾶν | Ерипия     | Ερείπια    | бивше село СЗ от Кобалища           |
| Чатал бунар   | Τσατάλ Μπουνάρ   | Дикео      | Δίκαιο     | връх в Щудер С от Кобалища          |
| Мешелики      | Μεσελίκω         | Веланидиес | Βελανιδιές | местност СЗ от Кобалища             |
| Бошнакия      | Μποσνάκια        | Халасмата  | Χαλάσματα  | местност СЗ от Кобалища             |
| Кузлукия      | Κουζλούκια       | Ксекурасма | Ξεκούρασμα | местност ЮЗ от Кобалища             |
| Гирчан        | Γκιρτσάν         | Психотопос | Ψυχότοπος  | местност в Щудер С от Кобалища      |
| Куш тепе      | Κοὺς Τεπὲν       | Спургитис  | Σπουργίτης | връх в Щудер (1087 m) С от Кобалища |
| Юслук         | Γιουσλούκ        | Метопо     | Μέτωπο     | връх в Щудер СИ от Кобалища         |
| Джами махала  | Τζαμὶ Μαχαλά     | Каливия    | Καλύβια    | бивше село С от Кобалища            |
| Кара орман    | Καρὰ Ὀρμάν       | Мавродасос | Μαυρόδασος | гора и връх в Щудер СЗ от Кобалища  |

| Година    | 1913 | 1920 | 1928 | 1940 | 1951 | 1961 | 1971 | 1981 | 1991 | 2001 | 2011 | 2021 |
| --------- | ---- | ---- | ---- | ---- | ---- | ---- | ---- | ---- | ---- | ---- | ---- | ---- |
| Население | 887  | 805  | 1341 | 1786 | 1355 | 1308 | 812  | 712  | 684  | 600  | 533  | 435  |

## Личности
Родени в Кобалища
- Алексо Димитров (1889 – ?), македоно-одрински опълченец, Нестрова рота на 13 кукушка дружина, носител на бронзов медал[23]
- Георги Титянов (1884 - 1913), български революционер от ВМОРО
- Иван Янев (1882 – ?), македоно-одрински опълченец, четата на Панайот Карамфилов, четата на Стоян Филипов, 1 рота рота на 14 воденска дружина[24]
- Илия Димитров (1894 – ?), македоно-одрински опълченец, 3 рота на 13 кукушка дружина[25]
- Костадин Титянов (1892 – 1975), македоно-одрински опълченец, учител, 4 рота на 13 кукушка дружина, деец на ВМРО (обединена)[26]
- Кочо Павлов, български революционер от ВМОРО
- Кочо Димитров Балтаджиев (? – 1964), македоно-одрински деец от четата на Михаил Даев, емигрирал в България със семейството си през 1913 г., като първоначално се установява в Неврокоп, след това се мести в Хасково, а накрая се заселва в пазарджишкото село Мокрище, където умира

Свързани с Кобалища
- Благой Костадинов Титянов (1927 – 2017), български лекар, по произход от Кобалища
- Екатерина Благоева Титянова (1958 – 2022), българска лекарка, по произход от Кобалища
- Константин Ангелов Титянов (р. 1962), български полицай, по произход от Кобалища
- Род Котрабакови, по произход от Кобалища